# Abdel Nader
Abdel Rahman Nader, né le 25 septembre 1993 à Alexandrie en Égypte, est un joueur américano-égyptien de basket-ball. Il évolue au poste d'ailier.

## Biographie

### Carrière universitaire
Il passe ses deux premières années universitaires à l'université de Northern Illinois où il joue pour les Huskies.
Puis, il poursuit son cursus universitaire à l'université d'État de l'Iowa où il joue pour les Cyclones entre 2014 et 2016.

### Carrière professionnelle

#### Celtics de Boston/Red Claws du Maine (2016-2018)
Le 23 juin 2016, lors de la draft 2016 de la NBA, il est sélectionné à la 58e position par les Celtics de Boston. En juillet 2016, il participe aux NBA Summer League de Las Vegas et de Salt Lake City avec les Celtics de Boston.
Le 22 août 2016, après avoir refusé plusieurs offres en Europe, il signe un contrat les Red Claws du Maine en D-League.
Le 14 juillet 2017, il signe un contrat de quatre ans avec les Celtics de Boston. Entre le 1er décembre 2017 et le 21 janvier 2018, il est envoyé plusieurs fois en D-League chez les Red Claws du Maine.

#### Thunder d'Oklahoma City/Blue d'Oklahoma City (2018-2020)
Le 23 juillet 2018, il est transféré au Thunder d'Oklahoma City avec une somme d'argent contre Rodney Purvis.
Entre le 8 novembre 2018 et le 2 décembre 2018, il est envoyé plusieurs fois en G-League chez le Blue d'Oklahoma City.
Le 8 novembre 2019, Nader réalise son meilleur match en carrière avec 23 points et deux rebonds dans la défaite du Thunder 136 à 110 contre les Trail Blazers de Portland.

#### Suns de Phoenix (2020-février 2022)
Le 16 novembre 2020, il est envoyé avec Chris Paul aux Suns de Phoenix en échange de Ricky Rubio, Kelly Oubre, Ty Jerome, Jalen Lecque et un premier tour de draft 2022. Il est coupé en février 2022.

## Palmarès
- MAC All-Freshman Team (2012)

## Statistiques

### Universitaires
Les statistiques en matchs universitaires d'Abdel Nader sont les suivantes :
| Saison    | Équipe            | Matchs | Titul. | Min./m | % Tir | % 3pts | % LF | Rbds/m. | Pass/m. | Int/m. | Ctr/m. | Pts/m. |
| --------- | ----------------- | ------ | ------ | ------ | ----- | ------ | ---- | ------- | ------- | ------ | ------ | ------ |
| 2011-2012 | Northern Illinois | 31     | 27     | 24,2   | 33,7  | 29,9   | 68,2 | 4,16    | 1,06    | 0,68   | 0,71   | 10,35  |
| 2012-2013 | Northern Illinois | 19     | 18     | 25,3   | 33,7  | 27,7   | 77,2 | 5,58    | 0,89    | 1,32   | 0,53   | 13,05  |
| 2014-2015 | Iowa State        | 32     | 0      | 16,4   | 40,6  | 21,7   | 76,7 | 2,91    | 0,72    | 0,38   | 0,50   | 5,81   |
| 2015-2016 | Iowa State        | 35     | 35     | 31,1   | 47,8  | 37,1   | 73,6 | 4,97    | 1,54    | 1,06   | 0,66   | 12,91  |
| Total     | Total             | 117    | 80     | 24,3   | 39,1  | 30,5   | 73,1 | 4,29    | 1,09    | 0,81   | 0,61   | 10,32  |

### Professionnels

#### Saison régulière
| Saison    | Équipe        | Matchs | Titul. | Min./m | % Tir | % 3pts | % LF | Rbds/m. | Pass/m. | Int/m. | Ctr/m. | Pts/m. |
| --------- | ------------- | ------ | ------ | ------ | ----- | ------ | ---- | ------- | ------- | ------ | ------ | ------ |
| 2017–2018 | Boston        | 48     | 1      | 10,9   | 33,6  | 35,4   | 59,0 | 1,48    | 0,54    | 0,31   | 0,21   | 3,04   |
| 2018–2019 | Oklahoma City | 61     | 1      | 11,4   | 42,3  | 32,0   | 75,0 | 1,90    | 0,33    | 0,33   | 0,20   | 3,95   |
| 2019–2020 | Oklahoma City | 55     | 6      | 15,8   | 46,8  | 37,5   | 77,3 | 1,82    | 0,69    | 0,42   | 0,36   | 6,27   |
| 2020–2021 | Phoenix       | 24     | 0      | 14,8   | 49,1  | 41,9   | 75,7 | 2,60    | 0,80    | 0,40   | 0,40   | 6,70   |
| Total     | Total         | 188    | 8      | 13,0   | 43,2  | 36,0   | 72,5 | 1,90    | 0,50    | 0,40   | 0,30   | 4,70   |

#### Playoffs
| Saison | Équipe        | Matchs | Titul. | Min./m | % Tir | % 3pts | % LF | Rbds/m. | Pass/m. | Int/m. | Ctr/m. | Pts/m. |
| ------ | ------------- | ------ | ------ | ------ | ----- | ------ | ---- | ------- | ------- | ------ | ------ | ------ |
| 2018   | Boston        | 11     | 0      | 3,0    | 33,3  | 0,0    | 50,0 | 0,27    | 0,27    | 0,09   | 0,09   | 1,09   |
| 2019   | Oklahoma City | 3      | 0      | 1,6    | 50,0  | 0,0    | 0,0  | 0,00    | 0,00    | 0,00   | 0,33   | 0,67   |
| 2020   | Oklahoma City | 3      | 0      | 8,5    | 14,3  | 20,0   | 50,0 | 1,00    | 0,00    | 0,33   | 0,67   | 1,33   |
| 2021   | Phoenix       | 5      | 0      | 5,8    | 33,3  | 0,0    | 0,0  | 1,00    | 0,00    | 0,00   | 0,00   | 0,80   |
| Total  | Total         | 22     | 0      | 4,2    | 30,0  | 9,1    | 50,0 | 0,50    | 0,10    | 0,10   | 0,20   | 1,00   |

## Records sur une rencontre en NBA
Les records personnels d'Abdel Nader en NBA sont les suivants :
| Type de statistique        | Saison régulière | Saison régulière                  | Saison régulière | Playoffs | Playoffs             | Playoffs      |
| Type de statistique        | Record           | Adversaire                        | Date             | Record   | Adversaire           | Date          |
| -------------------------- | ---------------- | --------------------------------- | ---------------- | -------- | -------------------- | ------------- |
| Points                     | 23               | @ Trail Blazers de Portland       | 27 novembre 2019 | 4        | 2 fois               | 2 fois        |
| Paniers marqués            | 7                | 3 fois                            | 3 fois           | 2        | @ Bucks de Milwaukee | 20 avril 2018 |
| Paniers tentés             | 15               | Nets de Brooklyn                  | 11 avril 2018    | 6        | 2 fois               | 2 fois        |
| Paniers à 3 points réussis | 5                | @ Kings de Sacramento             | 11 décembre 2019 | 1        | @ Rockets de Houston | 29 août 2020  |
| Paniers à 3 points tentés  | 6                | 5 fois                            | 5 fois           | 5        | @ Rockets de Houston | 29 août 2020  |
| Lancers francs réussis     | 6                | 2 fois                            | 2 fois           | 2        | Bucks de Milwaukee   | 28 avril 2018 |
| Lancers francs tentés      | 8                | @ Pelicans de La Nouvelle-Orléans | 18 mars 2018     | 2        | 3 fois               | 3 fois        |
| Rebonds offensifs          | 3                | 2 fois                            | 2 fois           | 1        | 2 fois               | 2 fois        |
| Rebonds défensifs          | 6                | 3 fois                            | 3 fois           | 1        | 4 fois               | 4 fois        |
| Rebonds totaux             | 8                | 2 fois                            | 2 fois           | 2        | @ Bucks de Milwaukee | 20 avril 2018 |
| Passes décisives           | 3                | 4 fois                            | 4 fois           | 2        | @ Bucks de Milwaukee | 20 avril 2018 |
| Interceptions              | 2                | 10 fois                           | 10 fois          | 1        | 2 fois               | 2 fois        |
| Contres                    | 4                | @ Celtics de Boston               | 8 mars 2020      | 2        | @ Rockets de Houston | 29 août 2020  |
| Balles perdues             | 3                | 7 fois                            | 7 fois           | 1        | 2 fois               | 2 fois        |
| Minutes jouées             | 39               | Nets de Brooklyn                  | 11 avril 2018    | 13       | @ Rockets de Houston | 29 août 2020  |

- Double-double : 0
- Triple-double : 0

Dernière mise à jour : 17 septembre 2020

## Vie privée
Nader a déménagé avec sa famille aux États-Unis à l'âge de trois ans et vit dans la ville de Skokie en Illinois. Il parle couramment l'arabe. Il est diplômé en études libérales à Iowa State.